# Борисенко, Николай Петрович
Николай Петрович Борисенко (5 июля 1929, село Каленики, Решетиловский район, Полтавская область, Украинская ССР — неизвестно, Марьинский район, Донецкая область) — председатель колхоза имени Кирова Марьинского района Донецкой области, Украинская ССР. Герой Социалистического Труда (1982).

## Биография
Родился в 1929 году в крестьянской семье в селе Каленики Решетиловского района. С 1943 года после освобождения Донбасса от немецкой оккупации трудился в полеводческой бригаде в колхозе имени Чкалова Марьинского района. С 1944 года — механизатор, бригадир тракторной бригады в этом же колхозе.
С 1950 года — бригадир комплексной бригады колхоза имени Кирова Марьинского района с центральной усадьбой Доброволье, заместитель председателя Дмитрия Мироновича Чернобая. В 1969 году избран председателем колхоза имени Кирова Марьинского района.
В течение нескольких пятилеток руководимый им колхоз досрочно выполнял задания пятилеток и занимал передовые позиции в социалистическом соревновании среди сельскохозяйственных предприятий Марьинского района. Указом Президиума Верховного Совета СССР от 4 марта 1982 года удостоен звания Героя Социалистического Труда за «достижение высоких результатов и трудовой героизм, проявленный в выполнении планов и социалистических обязательств по увеличению производства и продажи государству сельскохозяйственных продуктов в 1981 году» с вручением ордена Ленина и золотой медали «Серп и Молот» (№ 20009).
Избирался депутатом Донецкого областного Совета депутатов трудящихся.
С 1989 года — председатель колхоза «Дружба».
В 1994 году вышел на пенсию. Проживал в Марьинском районе Донецкой области. Дата смерти не установлена.
Награды
- Герой Социалистического Труда
- Орден Ленина
- Орден Трудового Красного Знамени (06.09.1973)
- Медаль «За трудовую доблесть» (17.07.1951)
- Медаль «За трудовое отличие» (08.04.1971)
- Почётный гражданин Марьинского района.